# まごころ (UDOの曲)
「まごころ」は、UDO（ウド鈴木）のシングル。

## 概要
ポケットビスケッツとして活動中にリリースした、ソロ・シングルである。
出荷枚数は15万枚、推定売上枚数は7万7050枚（オリコン調べ）。
- 全編、クラシック・ギターによるインストゥルメンタルの楽曲である。
- 同日発売のCHIAKI（Chiaki & Fruits Flowers）の「マーガレット」と同じく、ポケットビスケッツの作曲・編曲を手掛けるパッパラー河合が関わっていない。
- 発売時期はポケットビスケッツ名義のシングル5作目「POWER」と、6作目「Days/My Diamond」の間である。

## 収録曲
1. まごころ (4:31)
作曲:和田薫、編曲:旭純
2. まごころ (classical version) (3:24)
作曲:和田薫、編曲:旭純

## アレンジ違いについて
「まごころ」にはシングルの表題曲になった「シングルバージョン」、カップリングとして収録された「Classical Version」、ポケットビスケッツのベストアルバム『THANKS』に収録された「THANKS Version」の3つがある。収録状況は次の項目を参照。

## 収録アルバム
- THANKS （THANKS Version）
- THANKS 20th Edition 〜Pocket Biscuits Single Collection+（#1、#2）